# Fotomuseum Uhingen
Das Fotomuseum Uhingen wurde im Dezember 2003 im Rathausgebäude von Uhingen, Landkreis Göppingen, gegründet. Es basiert auf der Privatsammlung des Fotojournalisten Wilhelm Pabst und widmet sich der Geschichte der Fotografie und der Entwicklung fotografischer Techniken. Es zeigt eine Dauerausstellung sowie regelmäßige Wechselausstellungen.

## Geschichte

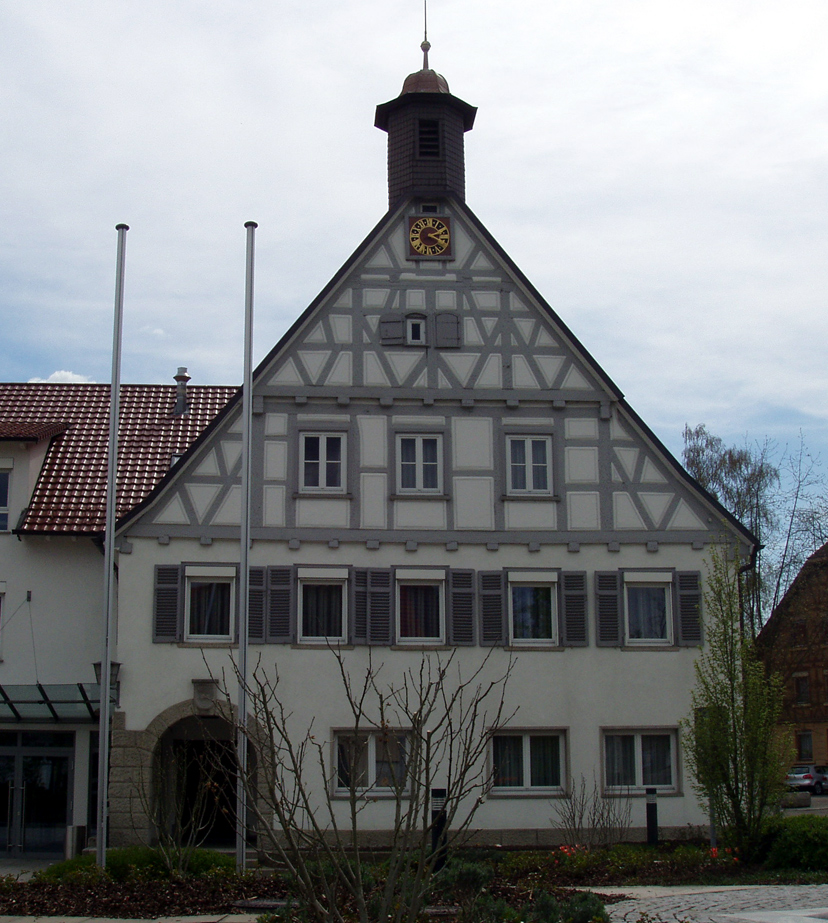
Rathaus von Uhingen

Das Fotomuseum Uhingen entstand 2003 auf Initiative lokaler Historiker und Fotografie-Enthusiasten. Es baut auf der Privatsammlung des Uhinger Fotojournalisten Wilhelm Pabst (1921–2009) auf. Gemeinsam mit seiner Ehefrau übergab er die über Jahrzehnte aufgebaute Sammlung an historischen Fotoapparaten und -gerätschaften an die Stadt Uhingen. Daraufhin folgte die Gründung der Treuhandstiftung mit einem Stiftungsbeirat, der seither das Kontrollorgan des Fotomuseums bildet. 
Ziel des Museums ist es, die Geschichte der Fotografie sowie die Entwicklung fotografischer Techniken zu bewahren und einer breiten Öffentlichkeit zugänglich zu machen.
Die sogenannten „Fotoschwaben“, eine Gruppe von Fotografie-Begeisterten, arbeitet gemeinsam ehrenamtlich an der Weiterentwicklung und den Projekten des Museums.
Ab 2015 wurde das Museum von Otto Nicksch ehrenamtlich geleitet. Seit Januar 2025 wird es von Manfred Görss geleitet. Das Museum befindet sich seit seinem Umzug in einem renovierten, historischen Fachwerkhaus im Zentrum von Uhingen, dem Berchtoldshof
und wurde am 22. Januar 2023 dort neu eröffnet.

## Ausstellungen
Die Sammlung des Museums umfasst sowohl historische als auch moderne Kameras, Fotografien aus verschiedenen Epochen und eine historische Dunkelkammer mit Ausstattung. Ein Schwerpunkt liegt auf der Dokumentation des fotografischen Lebens in der Region. Neben der Dauerausstellung organisiert das Fotomuseum regelmäßig Sonderausstellungen und Vorträge. In unregelmäßigen Abständen legt das Fotomuseum Uhingen den Fokus auf ausgewählte historische Exponate. Darunter waren in den vergangenen Jahren die erste Kamera von Louis Daguerre, die erste Metallkamera von Voigtländer, die Ur-Leica von 1914, die Kodak Retina von 1934 und Miniaturkameras (Spionagekameras) ausgestellt. 
Wechselausstellungen
- 2023: Auswahl der Sammlung Johann Kessler, dessen Foto-Nachlass 2021  dem Museum gespendet wurde. Die Sammlung umfasst ca. 1300 Exponate.[5][4]
- 2024: Vorstellung ihrer analogen Lieblingskameras und eigener Fotografien der ehrenamtlichen Betreiber des Foto-Museums.[6]
- 2025: Kameras mit Holzgehäuse um die Jahrhundertwende von 1900[7]